# Joliotite
La joliotite est une espèce minérale du groupe des carbonates et du sous-groupe des carbonates d'uranyle, de formule (UO2+2)CO2−3,nH2O,(n=2?).

## Inventeur et étymologie

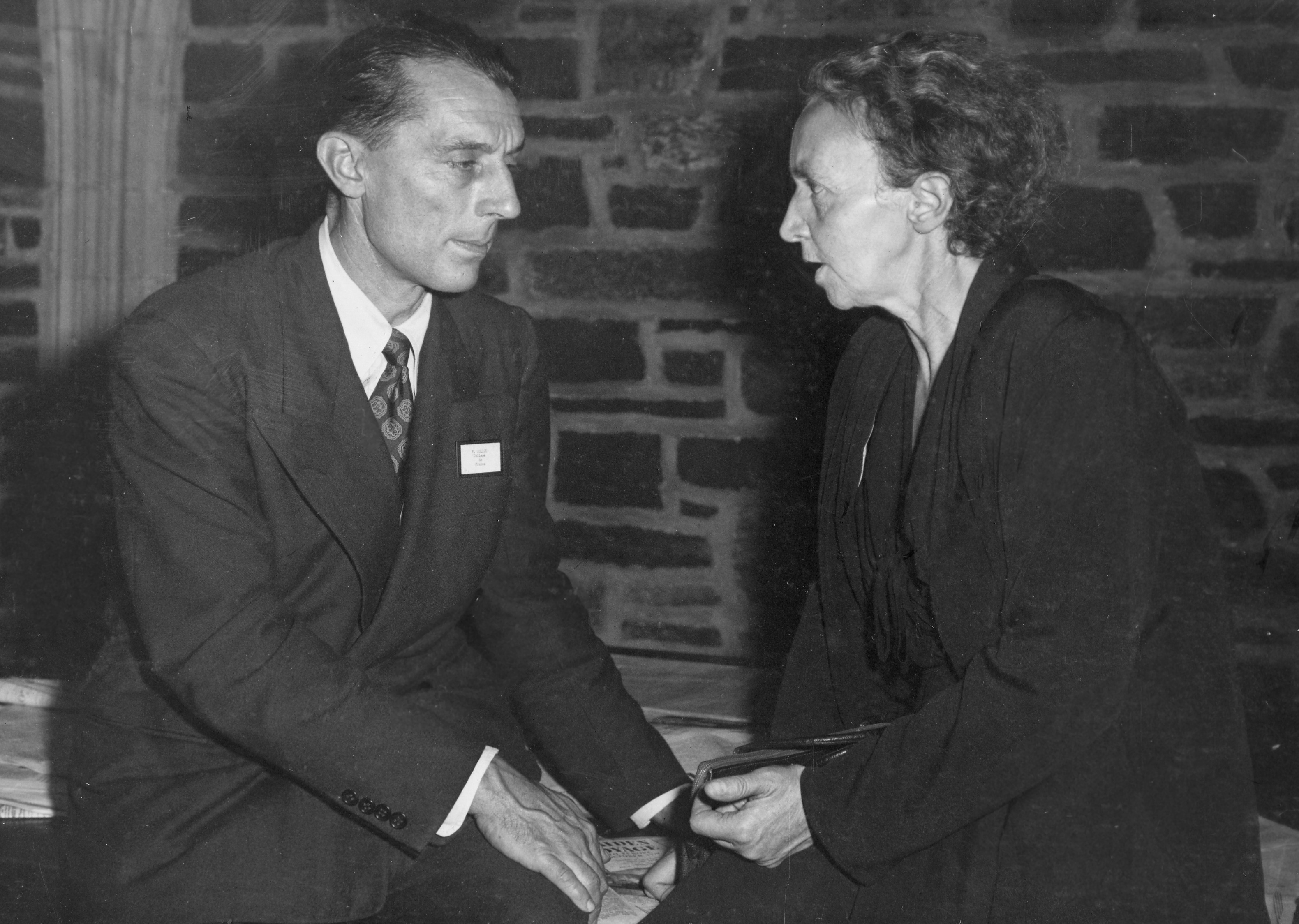
Frédéric Joliot et Irène Joliot-Curie.

La joliotite a été décrite par K. Walenta en 1976 qui la dédia à Irène Joliot-Curie et à Frédéric Joliot, chimistes et physiciens français, prix Nobel de chimie de 1935.

## Topotype
- Krunkelbach Valley Uranium deposit, Menzenschwand, Baden-Baden, Forêt-Noire, Bade-Wurtemberg, Allemagne[2]

## Cristallographie
- Paramètres de la maille conventionnelle : a=8,16 Å, b=10,35 Å, c=6,32 Å, Z=4, V=533,76 Å3
- Densité calculée = 4,56

## Cristallochimie
- La joliotite fait partie du groupe de la joliotite.

### Groupe de la joliotite
- Blatonite (UO2+2)CO2−3,H2O, Unk; Hexa
- Joliotite (UO2+2)CO2−3,nH2O, (n=2?) P 222, Pmm2; Ortho
- Oswaldpeetersite (UO2+2)2CO2−3(OH)2,4H2O, P 21/c; 2/m
- Rutherfordine (UO2+2)CO2−3, P mmm; 2/m 2/m 2/m

## Gîtologie
La joliotite est un minéral très rare des parties secondaires oxydées de gisements d'uranium se trouvant sur limonite et barytine.

### Minéraux associés
- Agardite, autunite, gypse, kasolite, liebigite, phosphuranylite, pyrite, rutherfordine, schoepite, studtite, torbernite, uraninite, uranophane, uranopilite, zeunérite.

## Habitus
La joliotite se trouve sous forme de cristaux écailleux et aplatis ou bien sous forme d'agrégats sphérolitiques radiés d'environ 0,1 millimètre.

## Gisements remarquables
- Allemagne

Krunkelbach Valley Uranium deposit, Menzenschwand, Baden-Baden, Forêt-Noire, Bade-Wurtemberg
Kirchheimer adit, Müllenbach U deposit, Baden-Baden, Forêt-Noire, Bade Wurtemberg
- Norvège

Bjertnes pegmatite, Krøderen Lake, Krødsherad, Buskerud